# Pszeudokonhidrin
A pszeudokonhidrin színtelen, mérgező vegyület. Kis mennyiségben a foltos bürökben (Conium maculatum) fordul elő a koniin mellett.